# Горілий (острів)
Горілий (англ. Gareloi Island, Aleut: Anangusix̂) — острів у складі Алеутських островів у групі Андреянівських островів, у підгрупі островів Деларова. Постійнного населення немає.

## Географія

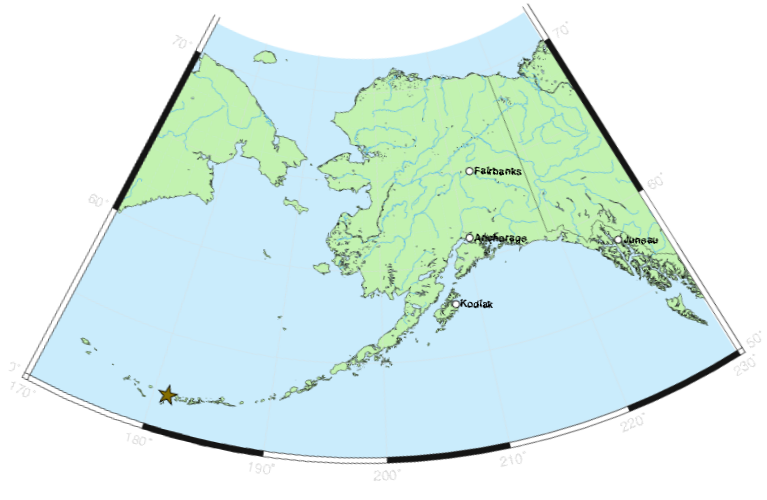
Положення острову Горілий у гряді Алеутських островів позначений зірочкою

Площа острову становить 67,2 км², Горілий є найбільшим островом з островів Деларова. Його довжина становить близько 9,7 км, а ширина — близько 8 км. Найбільша висота над рівнем моря — 1573 м.
Має вулканічне походження і значну частину острова займає однойменний вулкан з діаметром кратера 1120 м.  
Для острова характерною є висока сейсмічна активність. 4 підтверджених виверження відбулися у 1980-і роки і ще одне непідтвержене — у 1996 році. Майже всі виверження були вибуховими. Весна та літо 2007 року були періодом підвищеної сейсмічної активності, в окремі дні було зафіксовано до 40 землетрусів. 
Природні умови типові для тундрової зони. Прибережні скелі острову є місцем проживання для більше ніж 600 000 морських птахів.